# Репля
Ре́пля (бел. Рэпля) — агрогородок в Волковысском районе Гродненской области Белоруссии. Население — 509 человек (2009). Являлся административным центром Реплевского сельсовета до его упразднения в 2013 году. 

## География
Репля находится в 14 км к северо-западу от посёлка Россь, в 25 км к юго-западу от города Мосты и в 25 км к северо-западу от Волковыска. Посёлок стоит на дороге Волпа—Большая Берестовица, ещё две дороги ведут из Репли в Верейки и Россь. По западной окраине посёлка протекает река Веретейка. Ближайшая ж/д станция в посёлке Россь.

## История

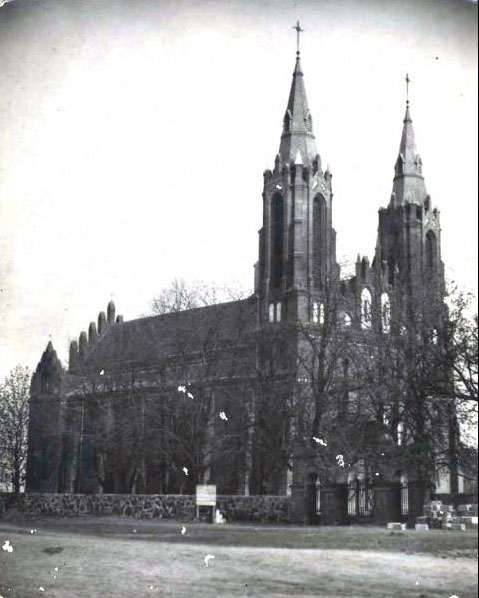
Католический храм Девы Марии. Фото начала XX века

Впервые Репля упоминается в XVI веке. С середины XVI века имение многократно переходило от одного рода к другому, ей владели Станислав Одаховский, Николай Есенский, Иван Карп, Масальские, в 1620-х усадьба перешла к Сципионам, позже к Юрию Воловичу.
В 1632 году был основан католический приход и построен деревянный костёл. По состоянию на 1690 год здесь было 12 дворов, костёл, магазин, мельница. В 1732 году гетман Михаил Масальский, тогдашний владелец имения, построил новый деревянный костёл, простоявший 170 лет.
В результате третьего раздела Речи Посполитой (1795) Репля оказалась в составе Российской империи, в Волковысском уезде. На стыке XVIII и XIX веков ей владели Завадские.
В 1902—1909 году в местечке возведён кирпичный неоготический католический храм Девы Марии.
По Рижскому мирному договору (1921 года) Репля попала в состав межвоенной Польской Республики, принадлежала Волковысскому повету Белостокского воеводства.

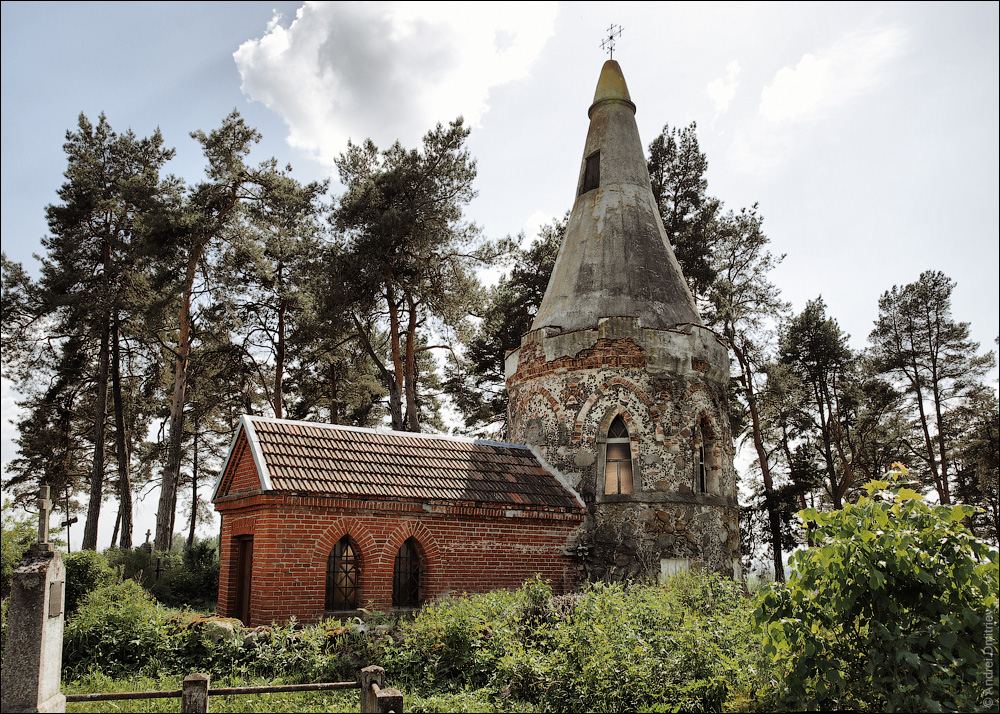
Часовня-усыпальница

В 1939 году Репля вошла в состав БССР, с 12 октября 1940 года — центр сельсовета. По состоянию на 2004 год здесь было 177 дворов и 498 жителей. В 2009 году — 509 жителей. 

## Достопримечательности
- Католический храм Девы Марии, 1909
  - Брама и ограда вокруг храма
  - Костница на территории храма
- Часовня-усыпальница, XIX век